# Hernando County
Das Hernando County ist ein County im Bundesstaat Florida der Vereinigten Staaten. Der Verwaltungssitz (County Seat) ist Brooksville.

## Geographie
Das County hat eine Fläche von 1526 Quadratkilometern, wovon 287 Quadratkilometer Wasserfläche sind. Es grenzt im Uhrzeigersinn an folgende Countys: Citrus County, Sumter County, Pasco County. Zusammen mit den Countys Hillsborough, Pasco und Pinellas bildet das County die Metropolregion Tampa Bay Area.

## Geschichte
Etwa um 1840 wurde das Fort DeSoto im Nordosten des heutigen Hernando County erbaut. Fort Desoto wurde ein kleiner Stützpunkt und Zwischenstation auf dem Weg nach Tampa. Das damals wesentlich größere Hernando County, benannt nach Hernando de Soto, wurde am 27. Februar 1843 aus Teilen des Alachua County gebildet. Vom 6. März 1844 bis zu 24. Dezember 1850 war es umbenannt in „Benton County“. 1854 wurde die kleine Hafenstadt Bayport Sitz der Verwaltung. 1856 wurde die Stadt in Brooksville umbenannt. 1855 spendete der Gründer der Stadt, Joseph Hale, ein Stück Land für ein Bezirksgerichtsgebäude im Zentrum des heutigen Brooksville. Am 2. Januar 1887 wurde durch die Regierung von Florida das Hernando County in drei unabhängige Countys geteilt: In das Pasco County im Süden, das Citrus County im Norden und das Hernando County in der Mitte. Seitdem sind die Grenzen des Hernando County unverändert geblieben.

## Demografische Daten
Nach der Volkszählung im Jahr 2010 lebten im Hernando County 172.778 Menschen in 84.377 Haushalten. Die Bevölkerungsdichte betrug 139,4 Einwohner pro Quadratkilometer. Ethnisch betrachtet setzte sich die Bevölkerung zusammen aus 89,5 % Weißen, 5,1 % Afroamerikanern, 0,4 % Indianern und 1,1 % Asian Americans. 1,9 % waren Angehörige anderer Ethnien und 2,0 % verschiedener Ethnien. 10,3 % der Bevölkerung bestand aus Hispanics oder Latinos.
Im Jahr 2010 lebten in 25,8 % aller Haushalte Kinder unter 18 Jahren sowie 43,0 % aller Haushalte Personen mit mindestens 65 Jahren. 68,7 % der Haushalte waren Familienhaushalte (bestehend aus verheirateten Paaren mit oder ohne Nachkommen bzw. einem Elternteil mit Nachkomme). Die durchschnittliche Größe eines Haushalts lag bei 2,38 Personen und die durchschnittliche Familiengröße bei 2,82 Personen.
21,8 % der Bevölkerung waren jünger als 20 Jahre, 18,5 % waren 20 bis 39 Jahre alt, 26,3 % waren 40 bis 59 Jahre alt und 33,2 % waren mindestens 60 Jahre alt. Das mittlere Alter betrug 48 Jahre. 47,8 % der Bevölkerung waren männlich und 52,2 % weiblich.
Das jährliche Durchschnittseinkommen eines Haushalts betrug 41.098 USD, dabei lebten 14,8 % der Bevölkerung unter der Armutsgrenze.
Im Jahr 2010 war englisch die Muttersprache von 89,01 % der Bevölkerung, spanisch sprachen 6,97 % und 4,02 % hatten eine andere Muttersprache.

## Kultur und Sehenswürdigkeiten

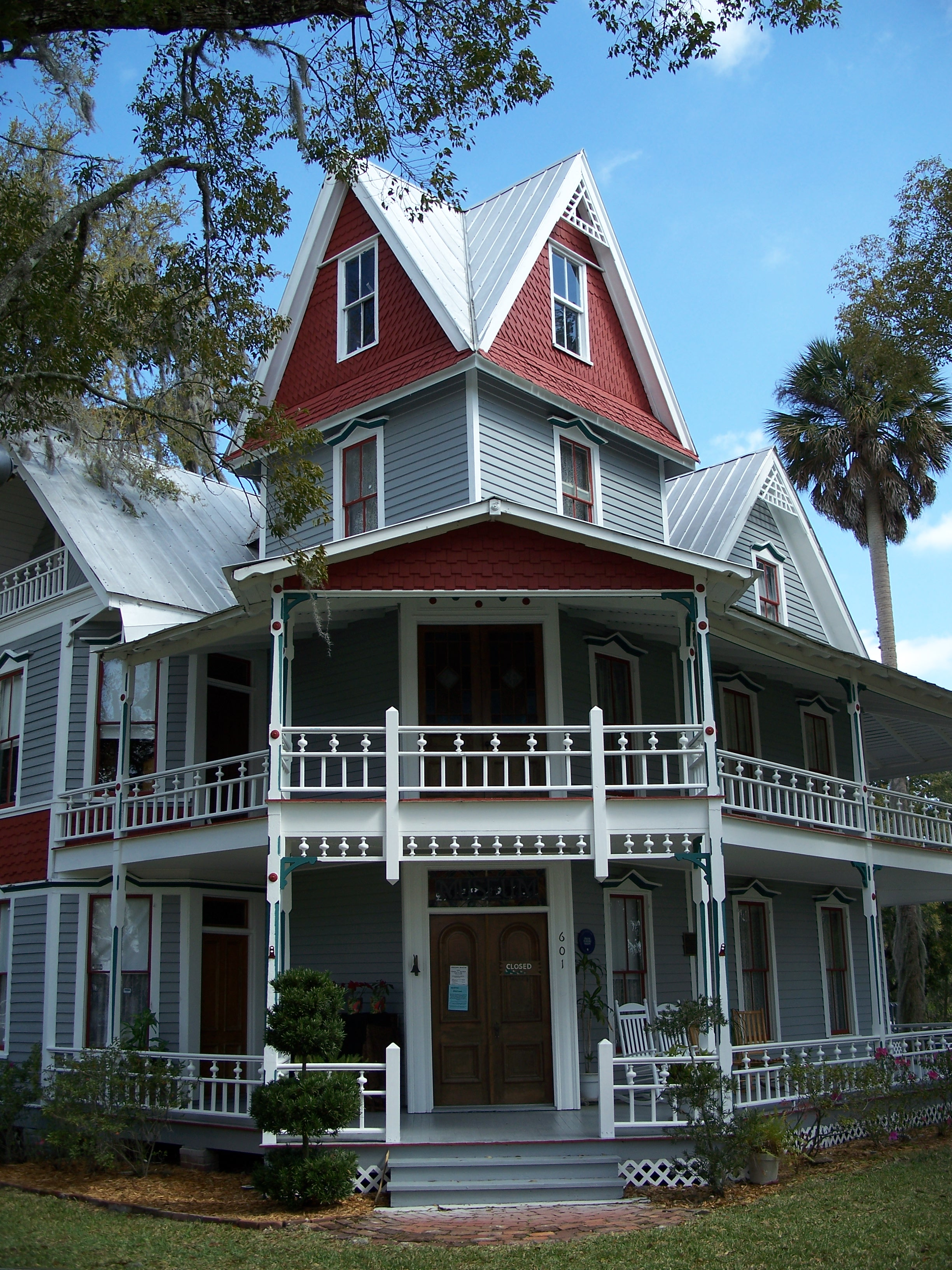
May–Stringer House (2007). Das Haus wurde 1855 erbaut und erhielt bei einer grundlegenden Erweiterung nach dem Sezessionskrieg sein heutiges Erscheinungsbild im Stile der Viktorianischen Architektur. Seit 1980 ist es im Besitz der Hernando Historical Museum Association, die dort ein Museum einrichtete. Im März 1997 wurde die Residenz als erstes Objekt im Hernando County in das NRHP eingetragen.

Zehn Bauwerke und Historic Districts („historische Bezirke“) im Hernando County sind im National Register of Historic Places („Nationales Verzeichnis historischer Orte“; NRHP) eingetragen (Stand 20. Januar 2023), darunter ein Springbrunnen, ein Gemischtwarenladen mit Postfiliale und eine Autowerkstatt.

## Weiterführende Bildungseinrichtungen
- Pasco-Hernando Community College in Brooksville
- Pasco-Hernando Community College in Spring Hill

## Orte im Hernando County
Orte im Hernando County mit Einwohnerzahlen der Volkszählung von 2010:
Cities:
- Brooksville (County Seat) – 7.719 Einwohner
- Weeki Wachee – 12 Einwohner

Census-designated places:
- Aripeka – 308 Einwohner
- Bayport – 43 Einwohner
- Brookridge – 4.420 Einwohner
- Garden Grove – 674 Einwohner
- Hernando Beach – 2.299 Einwohner
- High Point – 3.686 Einwohner
- Hill ’n Dale – 1.934 Einwohner
- Istachatta – 116 Einwohner
- Lake Lindsey – 71 Einwohner
- Masaryktown – 1.040 Einwohner
- Nobleton – 282 Einwohner
- North Brooksville – 3.544 Einwohner
- North Weeki Wachee – 8.524 Einwohner
- Pine Island – 64 Einwohner
- Ridge Manor – 4.513 Einwohner
- South Brooksville – 4.007 Einwohner
- Spring Hill – 98.621 Einwohner
- Spring Lake – 458 Einwohner
- Timber Pines – 5.386 Einwohner
- Weeki Wachee Gardens – 1.146 Einwohner
- Wiscon – 706 Einwohner